# Zhai Jun
Zhai Jun (en chino, 翟隽; Qingyuan, diciembre de 1954) es un diplomático chino, que desde 2019 ejerce el cargo de enviado especial de China para Oriente Medio. Anteriormente, se desempeñó como viceministro de Relaciones Exteriores de 2009 a 2014, y fue nombrado embajador de China en Francia en enero de 2014, en sustitución de Kong Quan.

## Biografía

### Infancia y estudios
Nacido en 1954 en Qingyuan, en la provincia de Hebei, Zhai aprendió árabe desde pequeño. En noviembre de 1972, después de graduarse den la Escuela de Idiomas Extranjeros de Beijing, el Ministerio de Relaciones Exteriores lo envió a estudiar al Departamento de Árabe de la Facultad de Literatura de la Universidad de El Cairo en Egipto, donde se graduó en 1975.

### Carrera diplomática
Después de graduarse, regresó a China donde trabajó en el Ministerio de Relaciones Exteriores, específicamente en la oficina de traducción, posteriormente en el Departamento de Asia Occidental y África del Norte y en las embajadas chinas en Yemen del Sur y Arabia Saudita. Después trabajó como consejero en la embajada china en Arabia Saudita.
En 1996, se desempeñó como consejero del Departamento de Asia Occidental y África del Norte del Ministerio de Relaciones Exteriores. En diciembre de 1997, ocupó el puesto de embajador de China en Libia. Después de su regreso a China en 2000, se trabajó como director general Adjunto del Departamento de Asia Occidental y África del Norte y, ese mismo año, se desempeñó como miembro del Comité Permanente del Comité Municipal de Zhenjiang en la provincia de Jiangsu. En 2001, trabajó como director general de la Oficina de Asuntos Exteriores del Ministerio de Relaciones Exteriores y en 2003, fue nombrado director general del Departamento de Asia Occidental y África del Norte.
En 2006 fue ascendido a ministro adjunto de Relaciones Exteriores y en 2009 a viceministro de Relaciones Exteriores. De enero de 2014 a junio de 2019, sirvió como embajador de China en Francia y Mónaco.
El 2 de septiembre de 2019, fue nombrado enviado especial de China para Oriente Medio, sucediendo en el puesto a Gong Xiaosheng.

## Familia
Está casado y tiene un hijo.

## Condecoraciones
- Gran Oficial de la Legión de Honor (Francia, 2019)[10]